# 삼중 협주곡 (베토벤)
《피아노, 바이올린, 첼로를 위한 협주곡 다장조, 작품번호 56》은 루트비히 판 베토벤이 1803년부터 1804년에 걸쳐 작곡한 악곡이다. 보통 삼중 협주곡으로 줄여서 부른다. 베토벤의 음악이 지닌 강력함과 독주 악기의 교섭의 아름다움을 느낄 수 있으며, 솔리스트 세 명과 관현악의 협연으로 인해 실연에서의 무대 분위기 또한 매우 화려하다.

## 개요
세 개의 다른 독주 악기, 즉 피아노, 바이올린, 첼로라는 세 개의 악기를 내세운, 독특하고 파격적인 협주곡이다. 피아노 삼중주라는 것은 올마이티 조합으로 관현악적인 울림을 낼 수 있는 최소한의 조합으로 알려져 있다. 이러한 피아노 삼중주를 관현악과 조합시킨다고 하는 것은, 흥미로울 수 있지만, 작곡 기법상은 어려움이 따를 수 있다.
이 삼중 협주곡에서의 피아노 삼중주는 음악 역사상 처음으로 피아니스트, 바이올리니스트, 첼리스트라는 세명의 독주자를 제공한다. 베토벤의 삼중주 취급은 선구적이다. 그는 오케스트라와는 달리 전형적인 피아노 삼중주 설정을 적용하지 않았지만, 독주 파트에 대한 그의 취급을 다양하게 하여 오케스트라(특히 첼로)와 두 개의 독주를 사용, 각 악기가 개별적으로 연주할 수 있도록 한다. 그리고 새로운 조합으로 악기를 결합하고, 마지막으로 오케스트라와 함께 세 가지 악기를 모두 결합한다. 베토벤은 오케스트라와 피아노, 바이올린, 첼로의 음색이 서로 얽히고 얽히는 복잡한 망을 짜고 진정한 걸작을 제작한다. 지휘자 켐 만수르도 밝힌 바 있지만, 이런 이유 때문에, 오늘 날 이 작품의 연주 기회는 많지 않다. 세 명의 독주자가 갖추어져야 할 뿐더러, 첼로의 연주에는 고도의 기술이 필요해서, 그 연주에는 어려움이 따른다(또한 동시에 첼로가 이 악곡의 중추를 담당하고 있다고도 할 수 있다). 독주자 세 명의 호흡이 맞지 않거나 누군가가 돌출할 경우 앙상블은 붕괴된다. 친족간, 혹은 충분한 신뢰 관계를 갖는 조합에 의해서 이 협주곡이 연주되는 기회가 많은 것에서도 독주자들에 의한 대화의 중요성을 알 수 있다. 켐 만수르는 "서로 완벽하게 조화를 이룰 수 있는 훌륭한 독주자 세 명을 찾기가 쉽지 않다. 협주곡은 사실 오케스트라 반주가 있는 실내악 트리오이기 때문이다"라고 말한 바 있다.
일본의 음악평론가 와타나베 가즈히코는, "이 작품은 바이올린과 피아노의 오블리가토가 딸린 첼로 협주곡이라고 생각하는 것이 좋다"라고 말하고 있어, 첼로의 명기성에 주목하면서 듣는 것이 가장 좋은 것일지도 모르겠지만, 작품은 "장대한 제1악장, 짧은 제2악장, 끊김 없는 무곡풍의 제3악장"이라고 하는 구성을 갖추고 있어, 피아노 협주곡 5번 "황제" 등과 닮은 조형이 되고 있다.

## 작곡과 배경, 그리고 출판
작곡 시기는 1803년부터 1804년 사이로 추정할 수 있다. 적어도 1804년 3월까지는 작품의 스케치를 마무리 하고, 5월과 6월의 사적 연주회 이전에 작품을 완성했으리라 추정된다.
베토벤이 이처럼 특이한 형식의 협주곡을 작곡하게 된 경위에 대해서는 알려진 바가 없지만, 베토벤의 초기 전기 작가 안톤 쉰들러는 삼중 협주곡이 베토벤의 왕실 제자인 오스트리아의 대공 루돌프를 위해 작곡되었다고 주장했다. 베토벤의 지도 아래 뛰어난 아마추어 피아니스트와 작곡가가 된 루돌프이지만, 이 시기에 그는 겨우 십대 중반에 불과했고, 베토벤의 전략은 더 성숙하고 숙련된 두 명의 독주자가 뒷받침을 할, 화려하지만 비교적 쉬운 피아노 파트를 만들어 내는 것이었다(피아노 파트가 비교적 쉬운 반면 첼로 파트는 중음 주법이나 급속한 분산 화음과 음계 등을 요구하는 대단히 어려운 난곡이다.). 그러나 전반적으로 루돌프가 이 작품을 공연한 적은 없는 것으로 전해진다(종종 보고되는 것처럼 루돌프가 아닌 작곡가 베토벤, 혹은 다른 피아니스트들이 피아노를 연주했다는 사실을 알 수 있다. 왜냐하면 피아노 파트는 종종 작업의 실패로 인해 비난을 받기 때문이다. 삼중 협주곡이기 때문에 피아노는 본격적인 피아노 협주곡에서처럼 독주 시간이 많이 주어지지는 않지만, 그의 첫 번째 피아노 협주곡보다 결코 쉽지 않다).
이 작품은 1807년 빈의 음악과 산업 상점을 통해 출판되었다. 헌정은 그의 후원자인 요제프 프란츠 폰 로브코비츠 공작에게 이루어졌다.

## 초연
이 작품은 마찬가지로 롭코비츠 공작에게 헌정된 영웅 교향곡과 함께 1804년 5월 말 내지 6월 초에 롭코비츠 공작의 궁에서 첫번째 리허설 및 초연이 열렸다. 롭코비츠 공작은 이 사적 연주회를 열면서 베토벤에게 거액의 금액을 지불했다고 한다. 이 연주회에서는 베토벤이 직접 피아노를 연주하고 있으며, 안톤 브라니츠키(1761–1820)가 바이올린을, 안톤 크라프트(1749–1820)가 첼로를 담당하고 있다. 이 연주회에 대한 작곡가나 그의 후원자의 반응에 대한 기록은 남아있지 않다. 그러나 이 작품에 대한 공개 연주회가 이후에 몇 차례의 이루어지고 있고, 이에 대한 설명도 있다. 첫 번째 공개 초연은 1808년 2월 18일에 라이프치히에서 열렸다. 이 연주회에서는 라이프치히 게반트하우스 관현악단과 함께, 베토벤을 작곡가로서 가장 존경한 독일 피아니스트이자 피아노 교사, 그리고 작곡가였던 엘리제 마리아 뮐러(1782–1849)가 피아노를 연주하고 있고, 하인리히 아우구스트 마테이(1781–1835)가 바이올린을, 프리드리히 도차우어(1783–1860)가 첼로를 담당한 것으로 전해진다. 이 연주회에 대한 내용은 일반음악신문의 리뷰를 위해 라이프치히로 보내졌는데, 긍정적인 내용은 아닌 것으로 보여진다. 이후에 이루어진 연주회들에 대한 리뷰는 확인하기 힘들다. 두 번째 공개 연주회는 같은 해 5월, 빈의 아우가르텐에서 열린 것으로 전해지는 데, 정확한 것은 아니지만, 아마도 이 연주회에서는 베토벤이 피아노를 연주하고, 이그나츠 슈판치히가 바이올린을, 안톤 크라프트가 첼로를 담당했을 것으로 여겨진다. 세 번째 공개 연주회는 같은 해 12월 18일에 있었던 것으로 전해지는데, 두 번째 공개 연주회에 참여했던 연주자들이 그대로 참여했을 것으로 여겨진다. 이후 이 작품의 연주회는 1811년에 한 차례 있었고, 1920년에도 한 차례 있었던 것으로 보고된다.

## 수용
삼중 협주곡을 작곡하는 동안 베토벤은 《발트 슈타인 피아노 소나타》, 《피아노 협주곡 4번》,  그리고 《교향곡 3번》과 《교향곡 5번》 같은 다른 중기 걸작들을 동시에 완성했는데, 그 걸작들 가운데서 삼중 협주곡은 웬지 사람들로부터 소외되는 경향이 있다. 그러나 레비 해머는 그의 2006년 저서, "베토벤 삼중 협주곡: 소외된 작품에 대한 새로운 관점"에서 삼중 협주곡이 그의 친밀한 작품 형제자매와 동등한 독특한 걸작임을 말한다:
"짝수 교향곡처럼 삼중 협주곡이 열악한 평판의 편견으로 고통 받고 있습니다. [...] 삼중 협주곡의 독주자는 각 반복을 동일하게 취급되면 베토벤의 의도를 훼손하게 됩니다. 이를 위해서는 실제로 연주자를 자유롭게 하고, 음악을 최대한 활용할 수 있도록 담대하게 만드는 해석적 상상력이 필요합니다. 연주자들은 또한 첫 번째 악장을 건축적인 것이 아니라, 에피소드적인 것으로 취급하는 경향이 있습니다. 이것은 아마도 악장의 비정상적인 구조를 이해하지 못하고, 세부 사항에 갇힌 결과일 것입니다. 제3악장에서 보듯이, 첫번째 악장의 구성은 빡빡하고 마지막 마디까지 이어집니다. 이것을 이해하지 못하면 연주는 끝없는 것처럼 보일 수 있습니다. 끝의 구조적 무게를 인식하지 않으면, 전체 코다가 나중에 생각하는 것처럼 형식적으로 들릴 수 있습니다. 삼중 협주곡은 대부분의 연주자들이 투자하는 것보다 더 깊은 사려와 감사가 필요한 반면, 평범한 연주에도 불구하고 베토벤의 또 다른 작품은 성공할 수 있습니다. [...] 삼중 협주곡이 성공하려면 뛰어난 연주가 필요합니다."
지난 2019년 10월 베토벤 탄생 250주년을 기념하여 오늘날 가장 유명한 클래식 아티스트 세 명, 즉 안네 조피 무터, 요요 마, 다니엘 바렌보임이 서동시집 관현악단과 함께 베를린에서 베토벤의 삼중 협주곡의 실황 공연을 가졌다. 그리고 그 공연을 토대로 앨범을 제작, 2020년 5월 앨범을 발표했다. 이 녹음으로부터 40여년 전, 무터와 요요 마는 카라얀과 함께 전설적인 베토벤의 삼중 협주곡을 녹음한 바 있다. 안네 조피 무터, 요요 마, 다니엘 바렌보임은 당시 모인 자리에서 이렇게 얘기했다:
"베토벤의 삼중 협주곡이 만들어내는 끊임없는 창조성은 언제나 절 놀라게 합니다. 제가 삼중 협주곡을 좋아하는 이유는 축제적인 분위기를 주기 때문입니다. 특히 2악장은 새롭고 열려있는 느낌을 줍니다." - 요요 마
"균형 외에도 도전적인 요소는 이 작품의 리듬을 찾는 것이었습니다. 프레이징, 타이밍, 그리고 이 곡의 성격을 함께 규정할 수 있게 말입니다." - 안네 조피 무터

"어떤 의미에서 삼중주이지만, 아니기도 합니다. 기존의 삼중주 보다는 세 악기의 독립성이 있기 때문입니다. 삼중 협주곡 중에서도 가장 독주에 가까운 작품입니다. 오케스트라는 또한 다양한 역할을 가집니다." - 다니엘 바렌보임

## 악기 편성
| 독주 악기 | 독주 악기 | 오케스트라 | 오케스트라   | 오케스트라 | 오케스트라 | 오케스트라 | 오케스트라 | 오케스트라  | 오케스트라  |
| 독주 악기 | 독주 악기 | 목관 악기  | 목관 악기    | 금관 악기  | 금관 악기  | 타악기     | 타악기     | 현악 합주단 | 현악 합주단 |
| --------- | --------- | ---------- | ------------ | ---------- | ---------- | ---------- | ---------- | ----------- | ----------- |
| 피아노    | ●         | 플루트     | 1            | 호른       | 2          | 팀파니     | ●          | 제1바이올린 | ●           |
| 바이올린  | ●         | 오보에     | 2            | 트럼펫     | 2          | 기타       |            | 제2바이올린 | ●           |
| 첼로      | ●         | 클라리넷   | 2            | 기타       |            | 기타       | 비올라     | ●           |             |
| 기타      |           | 바순       | 2            | 기타       | 첼로       | 기타       | ●          |             |             |
| 기타      | 기타      |            | 콘트라베이스 | 기타       | ●          | 기타       |            |             |             |

## 악곡 구성
같은 다장조의 피아노 소나타 21번 "발트슈타인" 와 거의 동일하며, 세 개의 악장으로 구성된다. 연주 시간은 대략 35분이다.

### 제1악장 알레그로 (다장조)
4/4 박자, 협주풍 소나타 형식, 연주 시간 17-18 분.
첫머리의 첼로 및 콘트라베이스에 의한 중후한 선율이 제1주제, 그 후 D 장조로 제1바이올린에 나타나는 것이 제2주제이다. 관현악 제시부가 마무리 되고, 독주 첼로가 제1주제를 연주하고 마찬가지로 독주 바이올린, 피아노 순으로 변주된다. 두 번째 주제도 독주 첼로가 연주되고, 독주 바이올린, 피아노가 곁들여져 더욱 화려하게 진행이 된 후 제시부가 끝이 난다. 관현악의 투티로 시작되는 전개부는 주로 제1주제의 활용에 따른다. 재현부도 관현악의 투티에서 시작, 독주가 제1주제, 제2주제와 틀대로 연주되면 제2의 전개부 코다에 들어간다. 마지막은 빠른 템포로 독주 첼로, 바이올린, 피아노와 관현악이 함께 힘차게 끝이 난다.

### 제2악장 라르고 (내림가장조)
3/8 박자, 연주 시간 5-6 분.
불과 53소절 뿐인 짧은 막간 음악풍의 악장이다. 독주 첼로가 고음에서 주제를 연주하기 시작, 목관 악기와 독주 바이올린이 점령한다. 관현악은 침묵하고 틈없이 그대로 제3악장에 들어간다.

### 제3악장 론도 알라 폴라카 (다장조)
3/4 박자, 론도 소나타 형식 (ABACAB-코다), 연주 시간 13-14 분.
특별히 명확한 속도 지정은 없다. 제1악장과 마찬가지로 코다가 제2의 전개부 역할을 한다. 연주 시간이 14분을 요하기 때문에 최종 악장은 베토벤의 협주곡 중 가장 길다. 역시 독주 첼로가 고음에서 제1주제를 제시하며 시작, 독주 바이올린도 마찬가지이다. 이후 관현악의 투티를 거쳐 독주 첼로가 제2주제를 제시한다. 론도 주제를 재현하면 중간부에 들어간다. 폴란드 민요인 폴로네이즈 리듬을 타고 독주 악기가 움직인다. 론도 주제가 재현되고 제1주제에서 제2주제로 틀에 맞게 재현되면 코다에 들어가고, 마지막에는 독주 첼로, 바이올린, 피아노와 관현악이 함께 힘차게 전곡을 마무리 한다.

## 참조 음반
- 존 코릴리아노(바이올린), 레너드 로즈(첼로), 월터 헨들(피아노), 브루노 발터(지휘), 뉴욕 필하모닉 (1949년)
- 다비드 오이스트라흐(바이올린),  스비아토슬라브 크누세비츠키(첼로), 레프 니콜라예비치 오보린(피아노), 맬컴 사전트(지휘), 필하모니아 오케스트라 (1958년)
- 아이작 스턴(바이올린),  레너드 로즈(첼로), 유진 이스토민(피아노), 유진 오르만디(지휘), 필라델피아 오케스트라 (1964년)
- 다비드 오이스트라흐(바이올린),  므스티슬라프 로스트로포비치(첼로), 스뱌토슬라프 리흐테르(피아노), 헤르베르트 폰 카라얀(지휘), 베를린 필하모니 관현악단 (1969년)
- 안네 조피 무터(바이올린), 요요 마(첼로), 마크 젤처(피아노), 헤르베르트 폰 카라얀(지휘), 베를린 필하모니 관현악단 (1979년)
- 이츠하크 펄먼(바이올린), 요요 마(첼로), 다니엘 바렌보임(피아노), 다니엘 바렌보임(지휘), 베를린 필하모니 관현악단 (1995년)
- 강동석(바이올린), 마리아 클리겔(첼로), 예노 얀도(피아노), 벨라 드라호스(지휘), 니콜라우스 에스터하지 신포니아 (1997년)
- 르노 카푸숑(바이올린), 미샤 마이스키(첼로), 마르타 아르헤리치(피아노), 알렉산데르 라비노비치-바라코프스키(지휘), 스위스 이탈리안 오케스트라 (2003년)
- 안네 조피 무터(바이올린), 요요 마(첼로), 다니엘 바렌보임(피아노), 다니엘 바렌보임(지휘), 서동시집관현악단 (2020년)
- 드미트리 신코프스키(바이올린), 알렌산더 루딘(첼로), 알렉세이 루비모프(포르테피아노), 알렉산더 루딘(지휘), 무지카비바 (2020년)